# 圓暗哲水蚤
圓暗哲水蚤（学名：Scottocalanus rotundatus）为厚殼水蚤科暗哲水蚤屬下的一个种。